# IPhone XS
iPhone XS e iPhone XS Max (numeral romano "X" pronuncia-se "dez") são smartphones projetados, desenvolvidos e comercializados pela Apple Inc. Eles são a décima segunda geração de flagships do iPhone, sucedendo o iPhone X. Eles foram anunciados no dia 12 de setembro de 2018, juntamente com um modelo mais barato, o iPhone XR. O anúncio ocorreu no Steve Jobs Theater, Apple Park, Cupertino pelo CEO da Apple, Tim Cook. As pré-encomendas iniciaram-se em 14 de setembro de 2018, e o lançamento oficial ocorreu em 21 de setembro de 2018.
Os iPhone XS e iPhone XS Max foram sucedidos pelos iPhone 11, iPhone 11 Pro e iPhone 11 Pro Max em 10 de setembro de 2019.

## Informações Técnicas
O XS Max é o primeiro iPhone plus-sized fabricado sem bordas, uma vez que o iPhone X de 2017 não tinha um variante plus-sized. Após o lançamento dos modelos Xs e XS Max, o X foi descontinuado, o que significa que sua validade, de apenas 10 meses foi a mais curta entre os flagships do iPhone.
No lançamento, o XS e o XS Max tinham preços a partir de $999/$1.099 nos Estados Unidos, £999/£1.099 no Reino Unido, €1.149/€1.249 na Europa e 8.699/9.599 yuan na China.